# Gluhota (roman)
Gluhota (COBISS) je roman Jožeta Hudečka; izšel je leta 2001 pri DZS v zbirki Drzni znanilci sprememb. Leta 2002 je bil nominiran za Delovo nagrado kresnik.

## Vsebina
Roman pripoveduje o upokojenem krojaču Otmarju Bukovniku, ki je izredno ljubil svojo ženo, otroke in psa, vendar ga je družina zapustila. Žena Lija se je odpravila v Ameriko za sinom Borisom, ki si je tam ustvaril svojo družino, in od nje Otmar prejema le še kratka pisma ali kartice s pozdravi. Junak tako preživlja svoje dni sam in osamljen v Stari Ljubljani, ki je v romanu zelo podrobno in razkošno opisana. Zateka se v lastne misli in čustva, strastno in zagreto govori sam s seboj ali z Bogom. Kmalu se mu začno dogajati nenavadne reči, ki pa izvirajo iz njegove notranjosti. Prvi je nenaklepni umor gospoda Jeločnika, kar pa oblasti razglasijo za samomor in to za Otmarja pomeni osvoboditev, čeprav ni bil osumljen. Hipna ljubezenska epizoda z gospodično Majo ga prepriča, da čudeži še obstajajo.  